# Mikoyan-Gourevitch Skat
Pour les articles homonymes, voir Skat (homonymie).
Le Skat (Russian : Скат, raie en russe) est un projet de drone de combat russe. Il se présente comme un démonstrateur technologique, notamment en faisant appel aux techniques de la furtivité : configuration en aile volante en flèche, entrée d'air située sur le dessus du fuselage. Il rappelle par sa forme le X-47 américain. 

## Description
On a pu le voir lors de l'édition 2007 du salon aéronautique de Moscou (MAKS) .